# Hanna Reitsch
Hanna Reitsch (Hirschberg, 29 marzo 1912 – Francoforte sul Meno, 24 agosto 1979) è stata un'aviatrice tedesca.

## Biografia
Nata in una famiglia della buona borghesia (la madre proveniva dalla piccola aristocrazia austriaca di fede cattolica), in gioventù fu fervente nazista, ricevette diverse decorazioni e fu nominata Capitano per la sua intensa attività di collaudatrice di velivoli civili e militari e per la conquista di diversi record mondiali, in particolare nel volo a vela.
Fu tra l'altro collaudatrice dello Junkers Ju 87 "Stuka", del Dornier Do 17 e del primo elicottero pilotabile, il Focke-Achgelis Fa 61. Quando per la Germania la vittoria sembrava impossibile, fu lei la prima a proporre ad Adolf Hitler la costituzione di squadriglie di kamikaze tedeschi. Si propose come pilota collaudatrice per una versione dotata di cabina di pilotaggio della bomba volante V1-e, detta Reicherberg. All'epoca la maggior parte delle ausiliarie dell'aviazione tedesca erano impegnate in ruoli di supporto, specie come addette alle comunicazioni radio. La Reitsch fu l'unica ad essere impiegata come collaudatrice assieme a Melitta von Stauffenberg.
Nell'aprile del 1945, insieme al generale Robert Ritter von Greim, si recò col suo Fieseler Fi 156 Storch nel centro di Berlino che stava per cadere in mano ai sovietici, per raggiungere Hitler nel Führerbunker in cui era rifugiato. Il capo del Reich aveva infatti convocato von Greim per nominarlo nuovo capo della Luftwaffe. In tale occasione Hanna mostrò la sua grande perizia di pilota atterrando in una strada ingombra di macerie e rottami, rimanendo illesa mentre Von Greim venne ferito a una gamba da un colpo di antiaerea. Inutile fu il suo tentativo di convincere il Führer a farsi trarre in salvo nonché di ottenere in affidamento i sei figli di Joseph Goebbels; ella raccontò inoltre che proprio durante questo incontro Hitler apprese via radio dei fatti di piazzale Loreto ed ebbe perciò una "crisi di furore e rabbia verso gli italiani", oltre a esprimere il timore di una sorte analoga.
Finita la guerra, dopo essere stata trattenuta in prigionia diciotto mesi da parte degli Alleati per essere interrogata, Hanna Reitsch continuò a volare, partecipò a gare internazionali di volo a vela e conquistando medaglie e nuovi record. Nel 1951 scrisse il primo dei suoi quattro libri, un'autobiografia dal titolo: Fliegen mein Leben («Volare, la mia vita»).
Invitata da Indira Gandhi e Nehru, visitò l'India nel 1959 e vi fondò una scuola di aviazione. Nel 1961 si recò negli Stati Uniti d'America, su invito del presidente John Fitzgerald Kennedy. Nel 1962 si trasferì per quattro anni in Ghana (accettando un invito del presidente Kwame Nkrumah), dove fondò una scuola di volo a vela comandata da John Ebenez Samuel de Graft-Hayford e munita di diversi alianti, sia doppi (Schleicher K7, Slingsby T.21 e un Bergfalk) che singoli (Schleicher K8).
Morì a Francoforte sul Meno nel 1979 per un infarto.

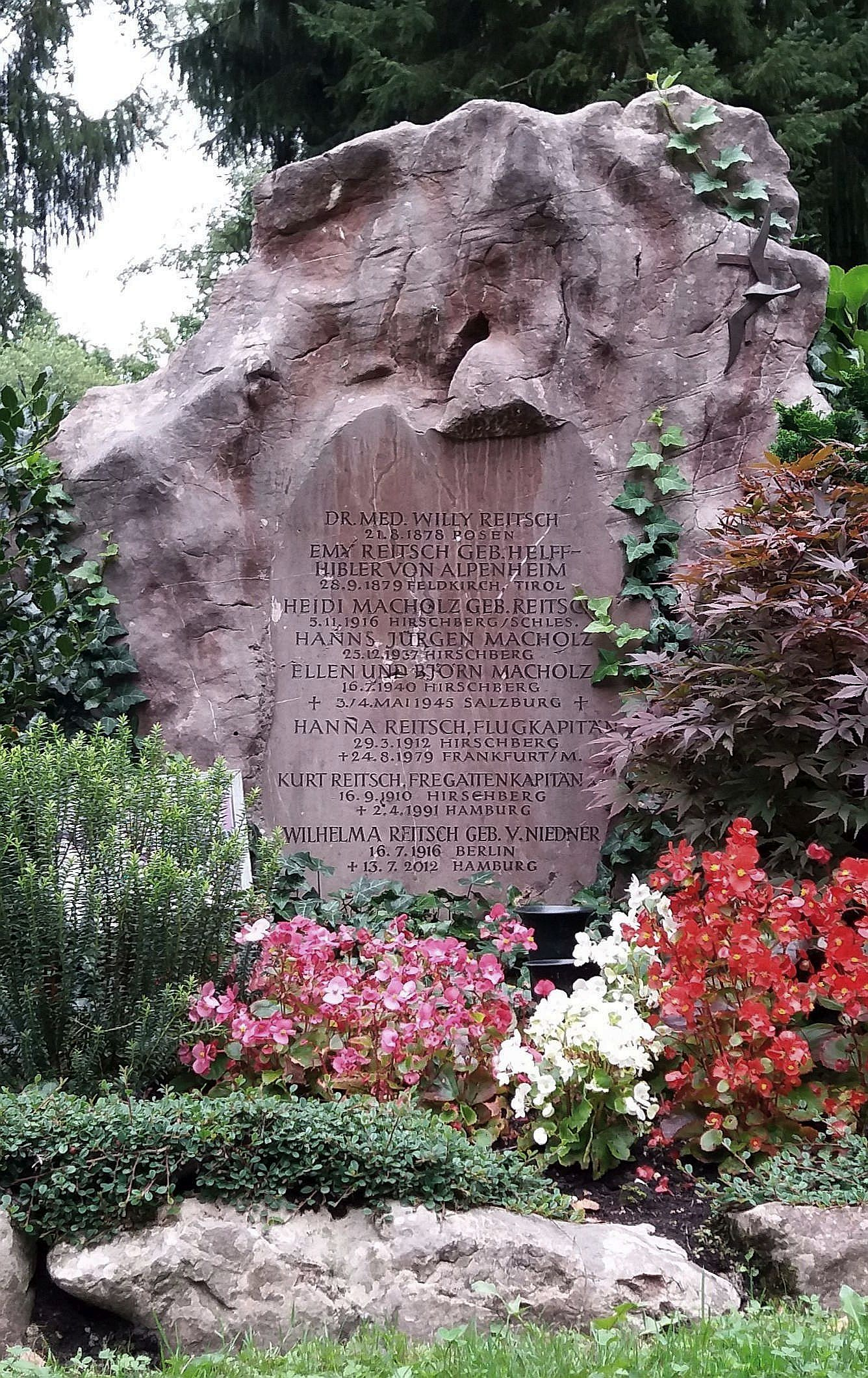
La tomba di Hanna Reitsch nel cimitero comunale di Salisburgo

## Record e medaglie
Nel 1952 si qualificò terza nei campionati mondiali di volo a vela tenutisi in Spagna: fu l'unica donna a partecipare. Nel 1955 conquistò il record femminile di altezza nel volo a vela (6848 m). Conquistò due volte il record femminile di distanza di volo a vela, nel 1976 (715 km) e nel 1979 (802 km), volando lungo la catena montuosa degli Appalachi, negli Stati Uniti d'America. Fu la prima donna ad attraversare le Alpi in aliante. A tutti questi riconoscimenti bisogna aggiungere la Croce di Ferro di prima classe (nel marzo del 1941 aveva ottenuto la Croce di Ferro di seconda classe) conferitale da Hitler in persona. Fu l'unica donna a ricevere questa onorificenza.